# Jessica Adair
Jessica Elizabeth Adair (Washington, 19 dicembre 1986) è un'ex cestista statunitense, professionista nella WNBA.

## Carriera
È stata selezionata dalle Phoenix Mercury al terzo giro del Draft WNBA 2009 (34ª scelta assoluta).

## Palmarès
- Campionessa WNBA (2011)